# Beuvillers (Meurthe-et-Moselle)
Beuvillers é uma comuna francesa na região administrativa de Grande Leste, no departamento de Meurthe-et-Moselle. Estende-se por uma área de 5,95 km². Em 2010 a comuna tinha 437 habitantes (densidade: 73,4 hab./km²).